# Fuldai egyházmegye
Az Fuldai egyházmegye (latinul: Dioecesis Fuldensis, németül: Bistum Fulda) egy németországi római katolikus egyházmegye. A püspökséget 1754-ben alapították, előtte a bencés rend apátságaként működött.
Az egyházmegye a Paderborni főegyházmegye szuffragán egyházmegyéje, jelenlegi püspöke Michael Gerber. Székesegyháza az fuldai Megváltó Krisztus Katedrális.

## Története
A egyházmegye története egészen 744-ig nyúlik vissza, ekkor alapított itt bencés kolostort Szent Bonifác. Az első apát Bonifác tanítványa, (Szent) Sturmius lett. 751-ben Zakariás pápa közvetlenül a Szentszék alá rendelte az apátságot, ezzel kivonta környező püspökségek (Mainz és Würzburg) hatalma alól. Mivel Bonifácot - saját kívánságának megfelelően - itt temették el, Fulda hamar népszerű zarándokhellyé vált.
A következő évszázadokban az apátság gyorsan fejlődött és nagy befolyásra tett szert. Az ezredfordulóra a Német-római Birodalom egyik tudományos központjává vált. 1220-ban az apát fejedelmi rangot kapott II. Frigyes császártól, egyben elnyerte a császárné főkancellárja címet is. A reformáció időszakában megjelentek a jezsuiták a apátság területén, elősegítve a katolikus megújulást. Erre az időre tehető Európa egyik legintenzívebb boszorkányüldözése is, amely közel 300 pert jelentett.

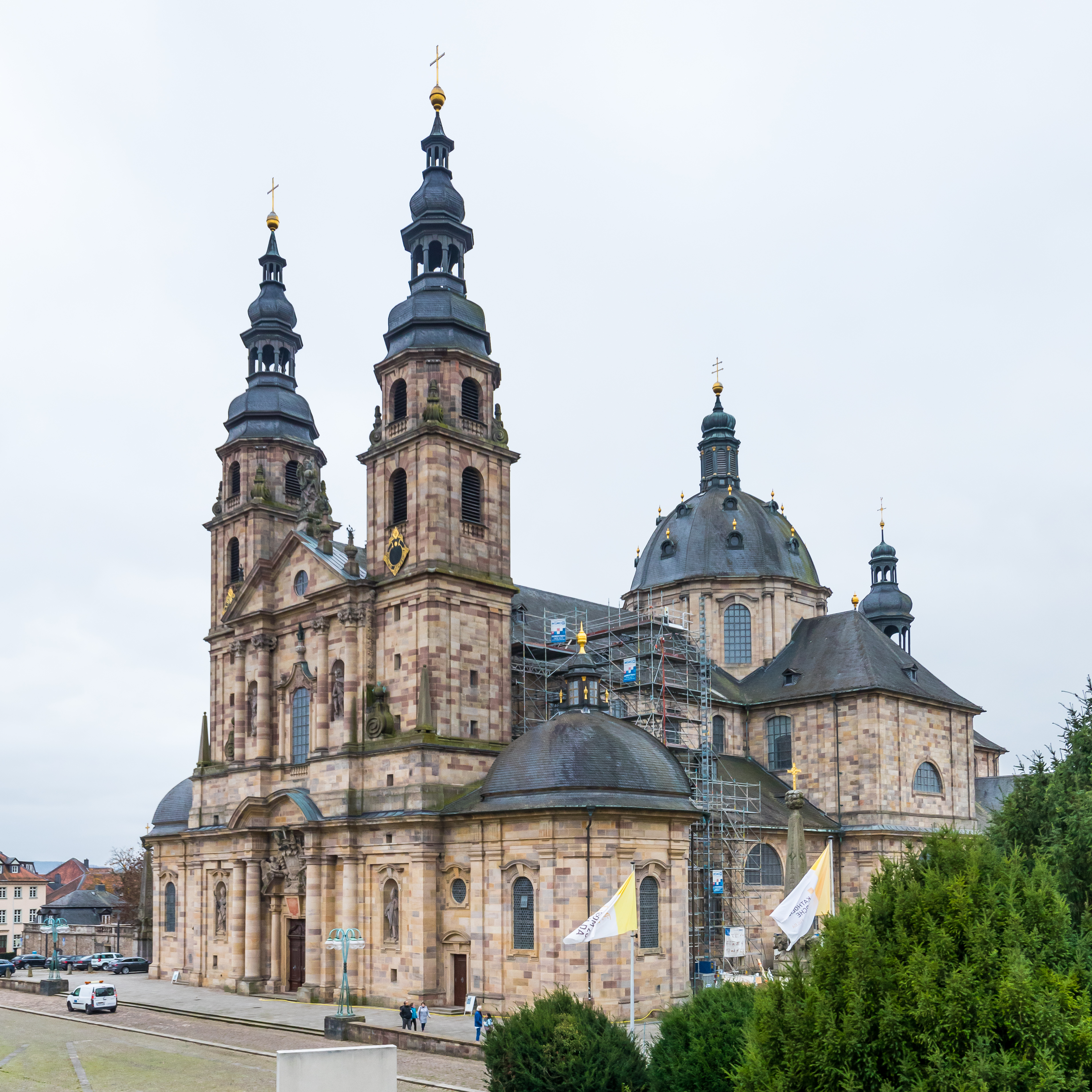
A Megváltó Krisztus-székesegyház

Az apát befolyása a kora újkorban is tovább nőtt, 1602-ben a császártól kvázi-püspöki hatalmat kapott: saját szemináriuma volt, egyházmegyei zsinatot hívott össze, látogatta a hozzátartozó plébániákat (canonica visitatio). Abban a korban is ezek mind püspöki jogok és kötelezettségek voltak. Ezt hamarosan a pápa is elismerte. A kolostor és a Szentszék jó viszonyából kifolyólag az apát püspöki rangra emelése már csak formalitásnak tűnt.
Végül 1752. október 5-én emelte püspöki méltóságra XIV. Benedek pápa. Az új egyházmegye továbbra is közvetlenül a Szentszék alá tartozott.
A szekularizációs hullám Fuldát is elérte, 1803-ban az egyházmegyével együtt az apátságot is felszámolták. 1821-ben VII. Piusz pápa De salute animarum kezdetű bullájával rendezte az egykori Német-római Birodalom területén lévő egyházmegyéket, visszaállítva a püspökséget. Ekkor az egyházmegyét a freiburgi érsek alá rendelték. 1857-ben a Szász-Weimari Nagyhercegség területét is a püspökséghez rendelték. A következő jelentős határváltoztatás az 1929-es porosz konkordátum nyomán lépett életbe. Ekkor a Frankfurt am Main környéki területeket a Limburghoz csatolták, helyette Paderborntól Heiligenstadt és Erfurt körzetét kapta. Németország újraegyesítése után utóbbiból új egyházmegyét alakítottak.

## Az egyházmegye püspökei
- Amand von Buseck, OSB (1738 - 1756)
- Adalbert von Walderdorf, OSB (1757 - 1759)
- Heinrich von Bibra, OSB (1759 - 1788)
- Adalbert (Wilhelm Adolph Heinrich) von Harstall, báró, OSB (1788 - 1814)
- Heinrich (Philipp Ernst) von Warnsdorf, báró, OSB (1814 - 1817), mint apostoli vikárius.
- Johann Adam Rieger (1828 - 1831)
- Johann Leonhard Pfaff (1831 - 1848)
- Christoph Florentius Kött (1848 - 1873). Halála után nyolc évig a kulturkampf miatt nem neveztek ki újabb püspököt.
- Georg von Kopp (1881 - 1887)
- Joseph Weyland (1887 - 1894)
- Georg Ignatz Komp (1894 - 1898)
- Adalbert Endert (1898 - 1906)
- Joseph Damian Schmitt (1906 - 1939)
- Johann Baptist Dietz (1939 - 1958)
- Adolf Bolte (1959 - 1974)
- Eduard Schick (1974 - 1982)
- Johannes Dyba (1983 - 2000 )
- Heinz Josef Algermissen (2001 - 2019)
- Michael Gerber (2019 - )

## Szomszédos egyházmegyék
- Mainzi egyházmegye (délnyugat)
- Limburgi egyházmegye (nyugat)
- Paderborni főegyházmegye (északnyugat)
- Hildesheimi egyházmegye (észak)
- Erfurti egyházmegye (kelet)
- Würzburgi egyházmegye (dél)[1]